# Dinarmus lamtoensis
Dinarmus lamtoensis är en stekelart som beskrevs av Jean-Yves Rasplus 1989. Dinarmus lamtoensis ingår i släktet Dinarmus och familjen puppglanssteklar.
Artens utbredningsområde är Elfenbenskusten. Inga underarter finns listade i Catalogue of Life.